# Fažana
Fažana (italienisch Fasana) ist ein Fischerort an der Westküste Istriens in der Gespanschaft Istrien. Er liegt zwischen Vodnjan/Dignano und Pula/Pola und hat einen kleinen Hafen mit einer zur Urlaubszeit belebten Strandpromenade. Von Fažana ist eine Überfahrt auf die Inselgruppe und zum Nationalpark Brijuni möglich.

## Geographie
Fažana liegt im Westen der Halbinsel Istrien lediglich 8 km nordwestlich von Pula entfernt. Weitere Ortschaften/Städte in der Nähe sind Vodnjan, Peroj/Peroi, Barbariga und Valbandon.

## Geschichte
In der Römerzeit wurden hier Amphoren zum Transport des istrischen Olivenöls hergestellt, eine solche Ölamphore findet sich heute noch im Stadtwappen.
Fažana ist ein Ort, der schon immer vom Meer und der Fischerei als Haupteinkommensquelle lebte. In den ersten mittelalterlichen Quellen wird Fažana als kleiner Fischerort erwähnt, nach dem der Kanal zwischen dem Festland und den Brijuni-Inseln benannt ist. Aus der Zeit Napoleons gibt es eine „Fischerbruderschaft des Heiligen Andreas“. Zu Beginn des 20. Jahrhunderts gab es hier eine der größten Sardellenfabriken in Istrien. Die Sardellen wurden in den benachbarten Ortschaften an die Bevölkerung verkauft, an die Hotels auf den Brijuni-Inseln und zur Verarbeitung an die Sardellenfabrik. Die Fischerei war eine der wesentlichen Tätigkeiten der Bevölkerung und wurde meist von der ganzen Familie ausgeübt. Während die Männer auf Fischfang fuhren, säuberten die Frauen die Netze nach der Rückkehr vom Fang. Einige Bewohner von Fažana sind bis heute dem Fischfang treu geblieben.

## Demografie

### Ethnien
Gemäß der Volkszählung von 2011 lebten in Fažana 3635 Menschen. Davon waren 2607 (71,72 %) ethnische Kroaten. 1028 gehörten anderen ethnischen Gruppen an; davon waren 200 (5,50 %) Serben und 173 (4,76 %) Italiener. 8,28 % der Einwohner gaben eine regionale Zugehörigkeit an.

### Sprachen
Gemäß der Volkszählung von 2011 sprachen 3302 (90,8 %) der Einwohner Kroatisch als Muttersprache. Fažana ist offiziell zweisprachig kroatisch und italienisch (siehe Statut der Gemeinde). Daneben wird auch die Istriotische Sprache gesprochen.

## Galerie

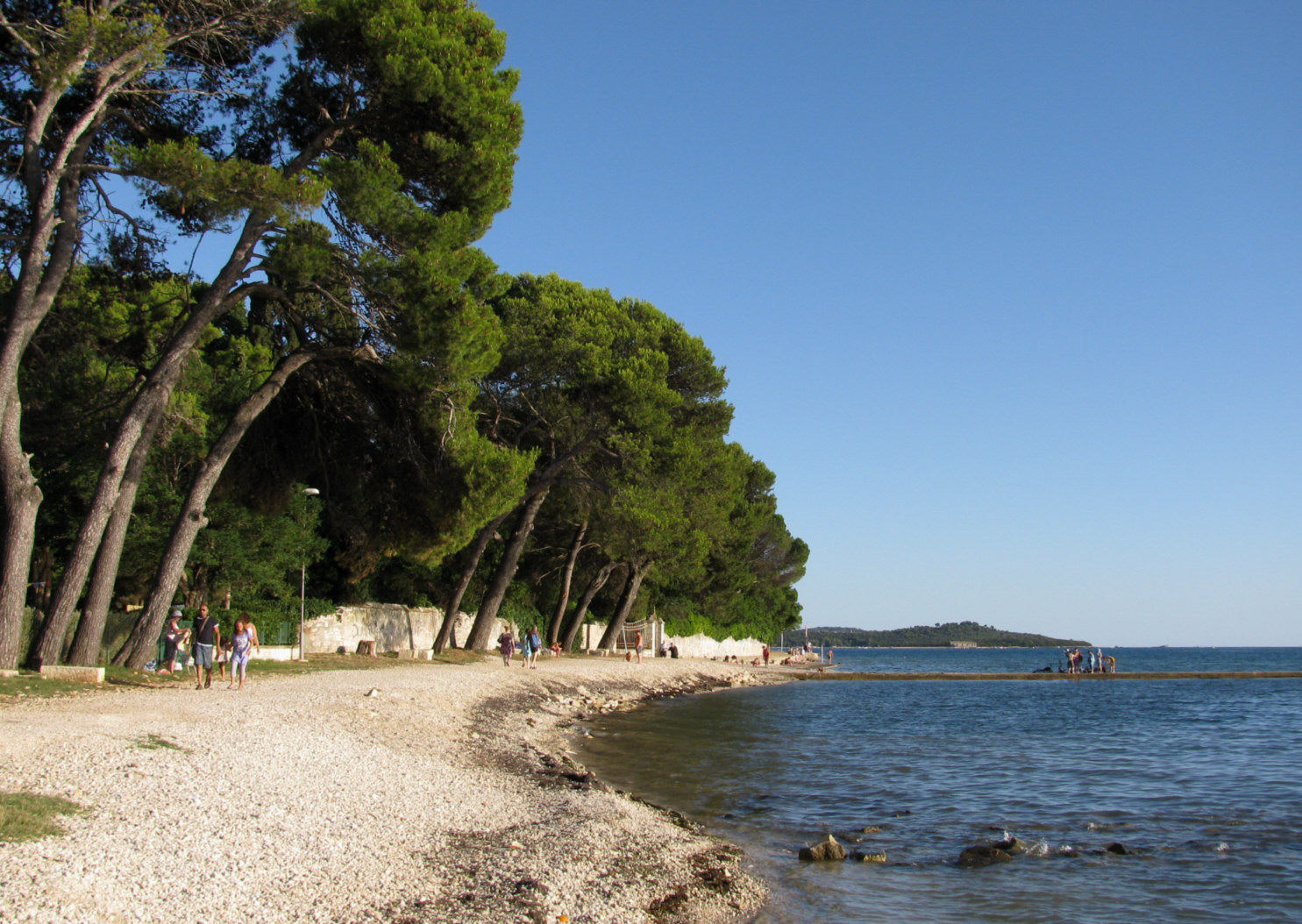
Badestrand
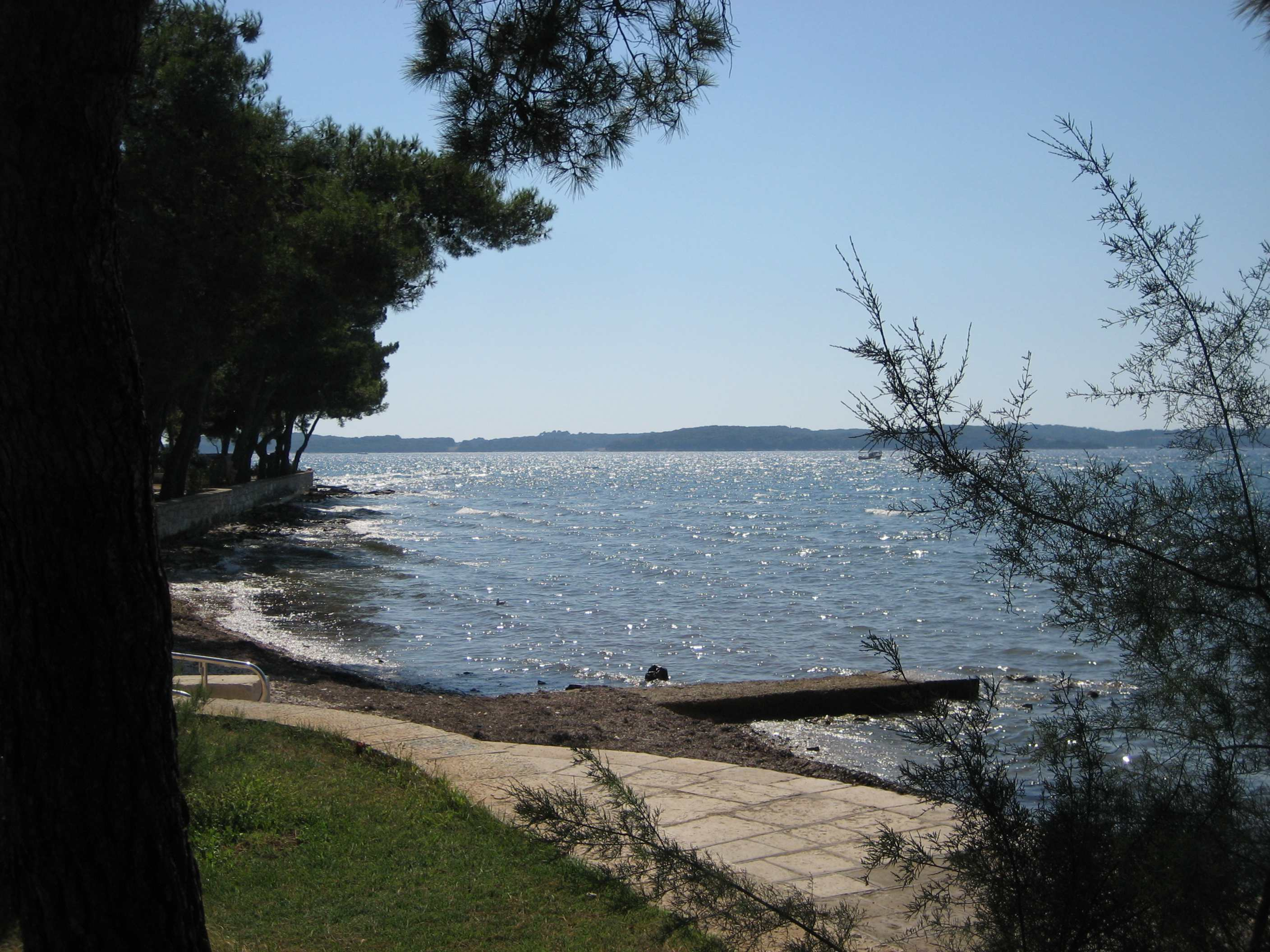
Blick auf die Insel Brijuni-Inseln
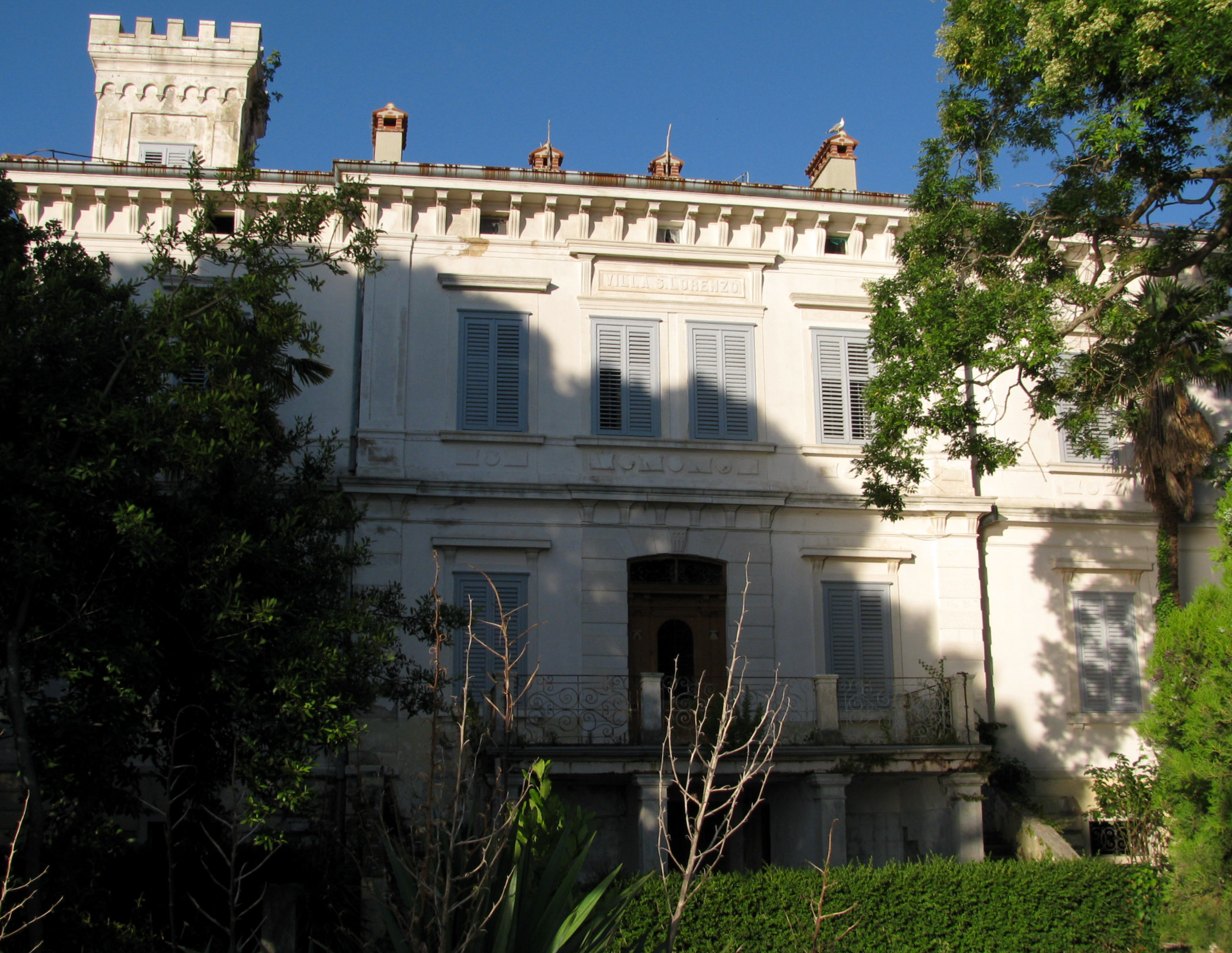
Villa S. Lorenzo
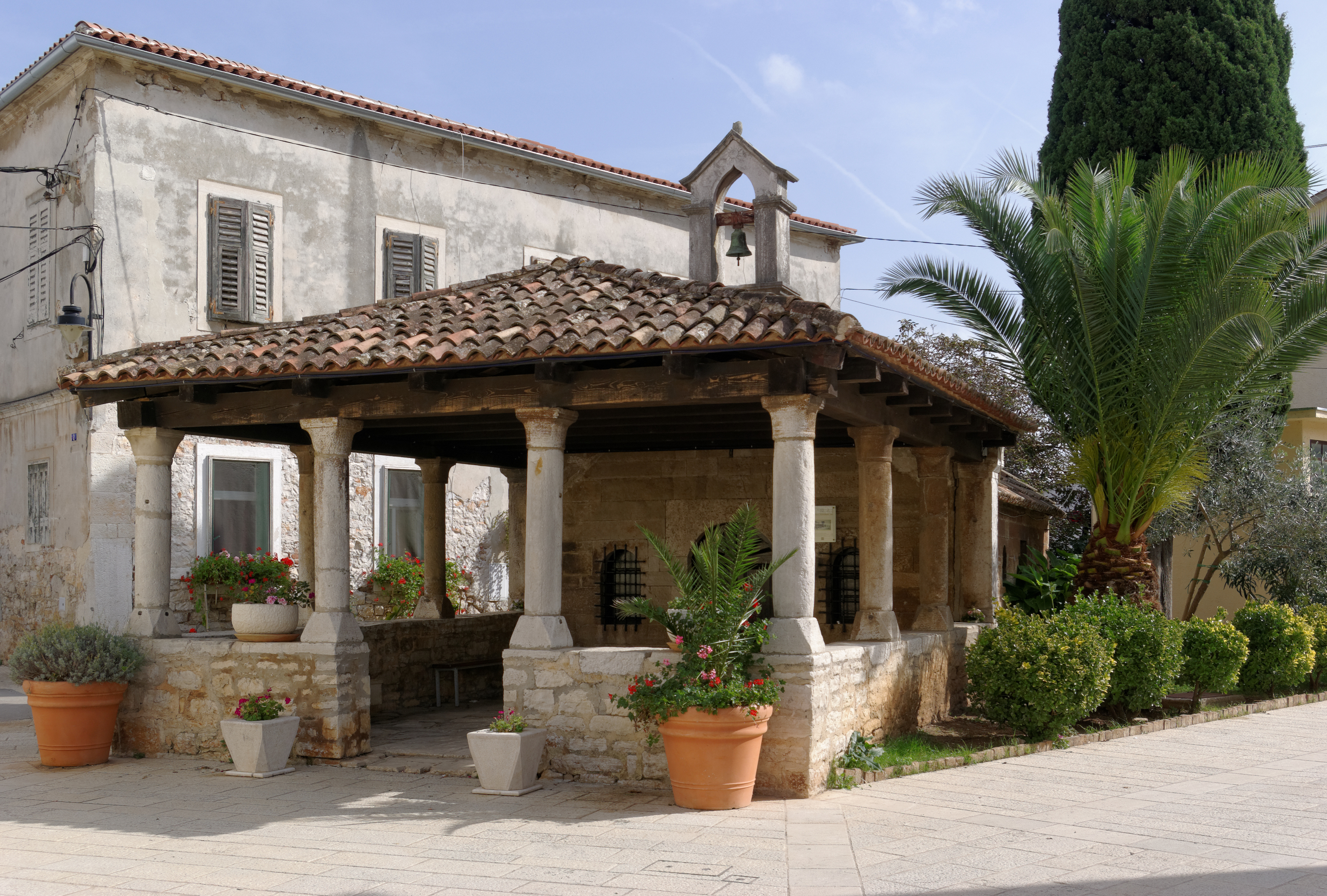
Laubenkirche Maria vom Berg Karmel (14. Jh.)
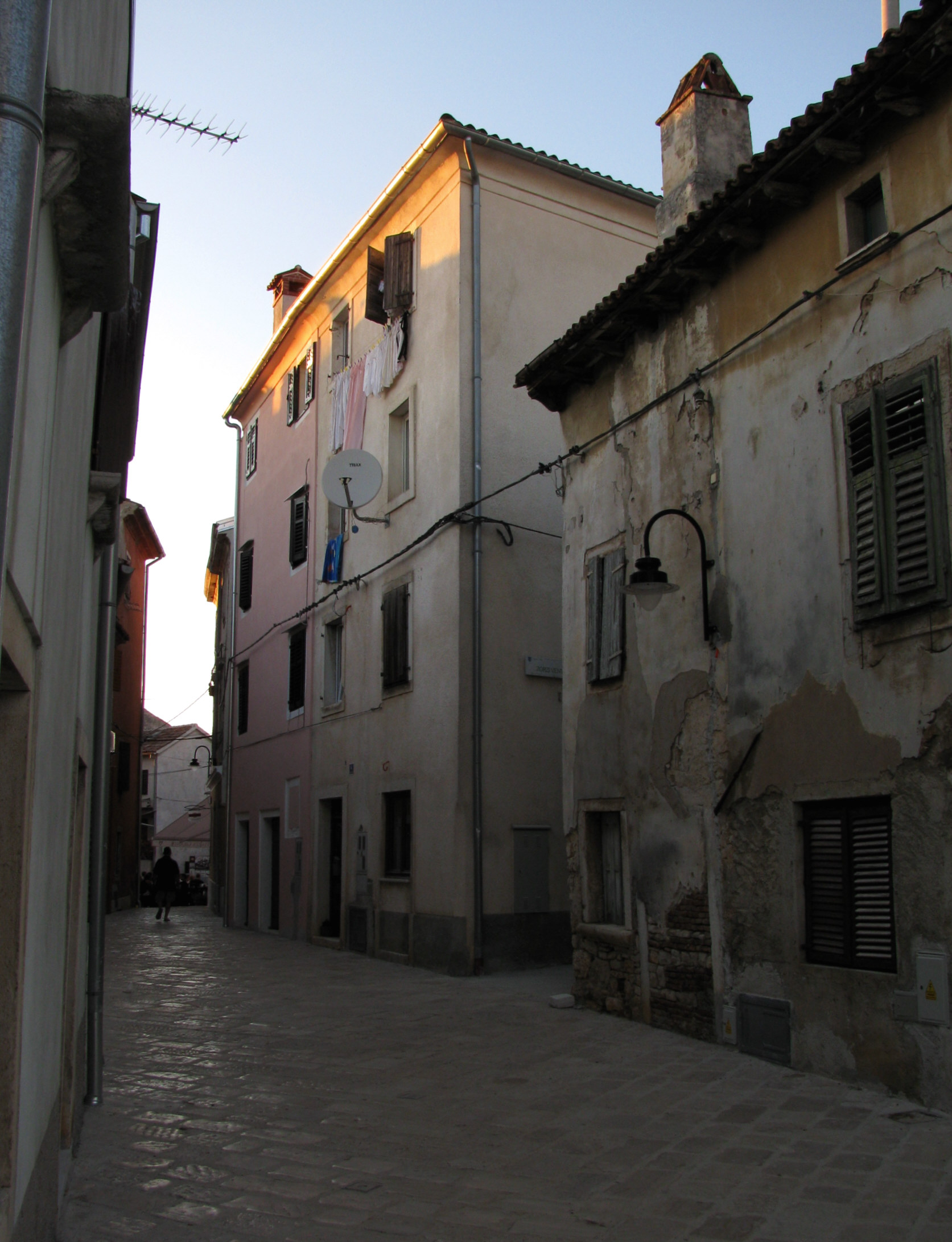
Typischer Straßenzug
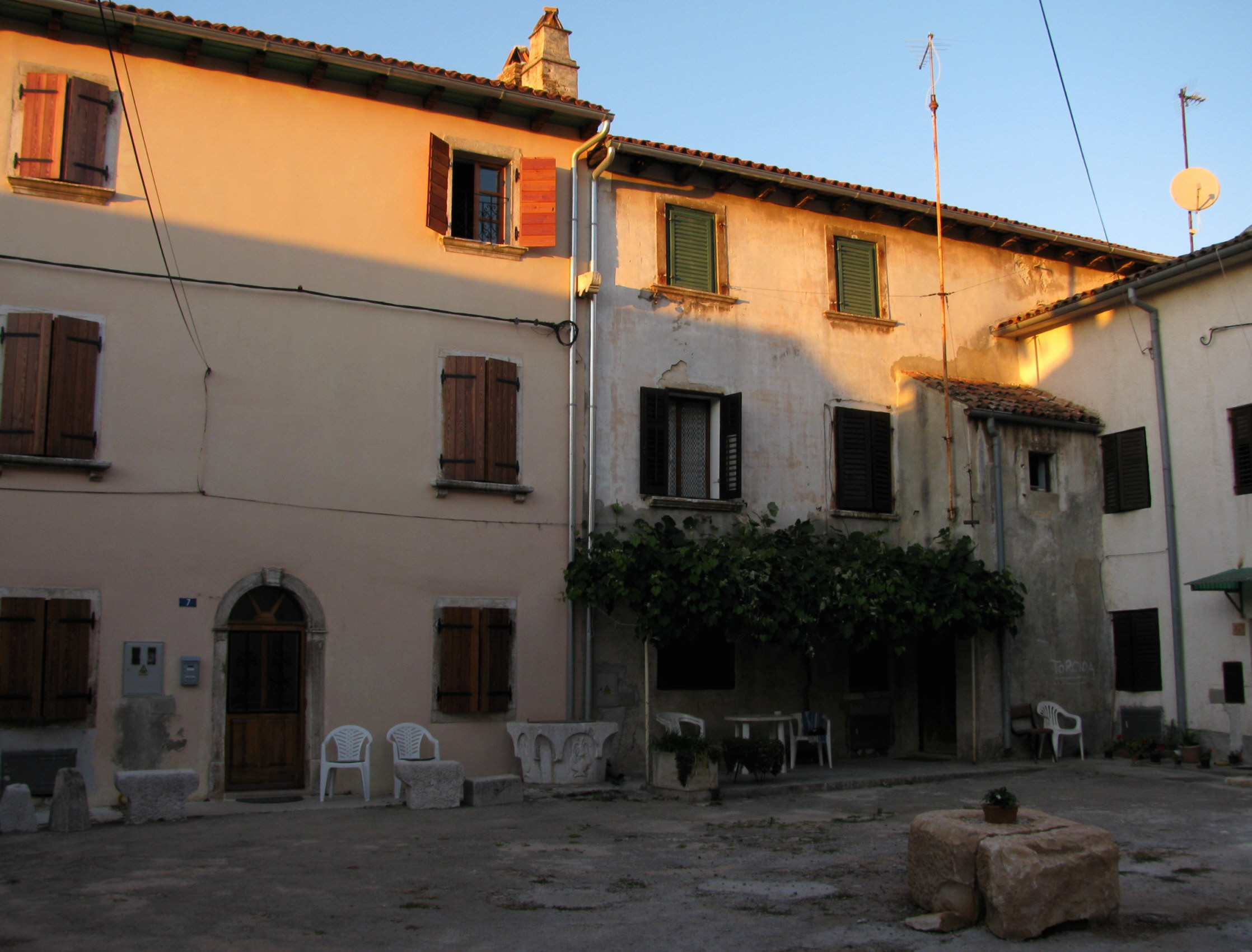
Typischer Straßenzug
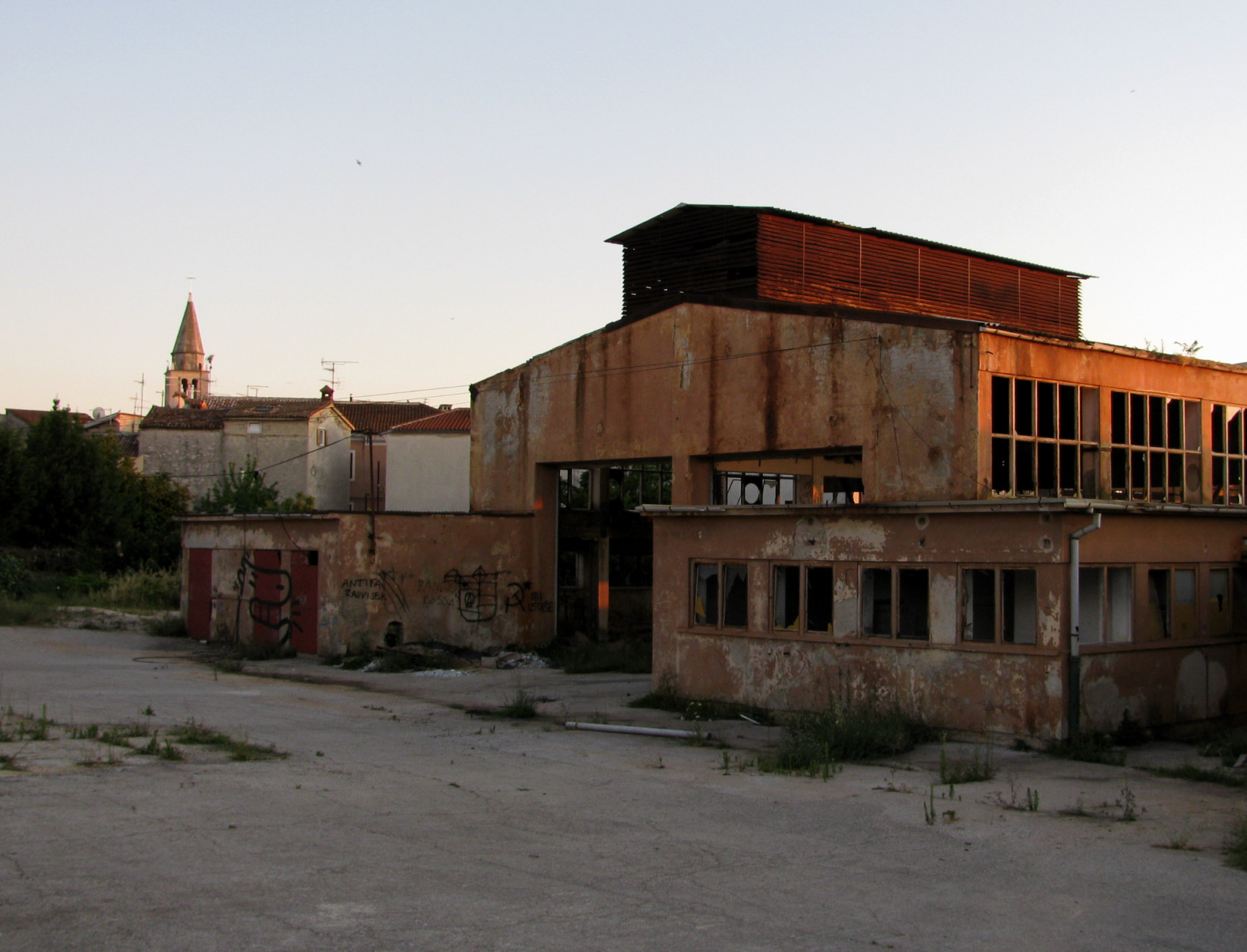
Verfallenes Fabrikgebäude als typisches Merkmal des „alten Fasana“"
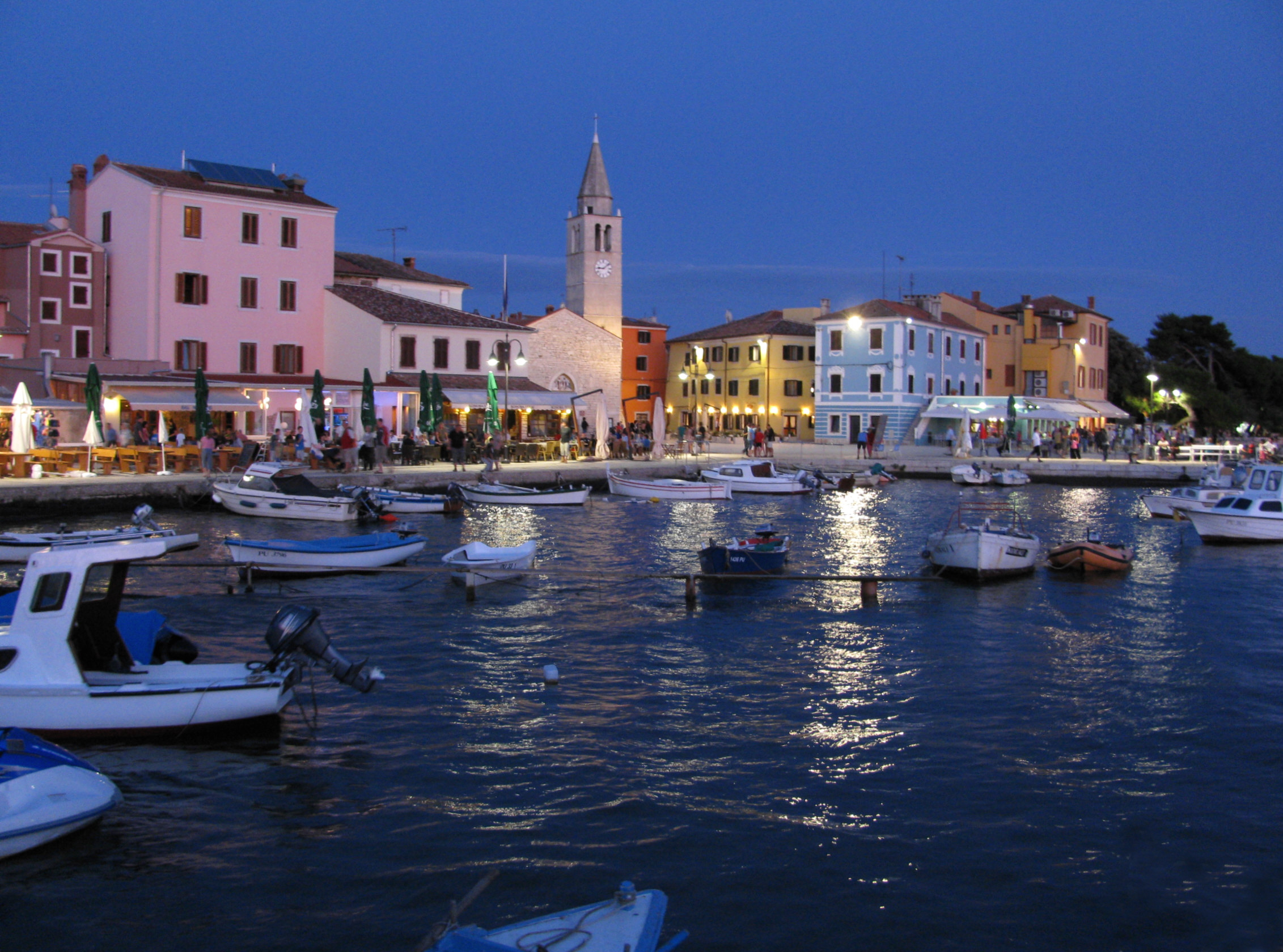
Hafen
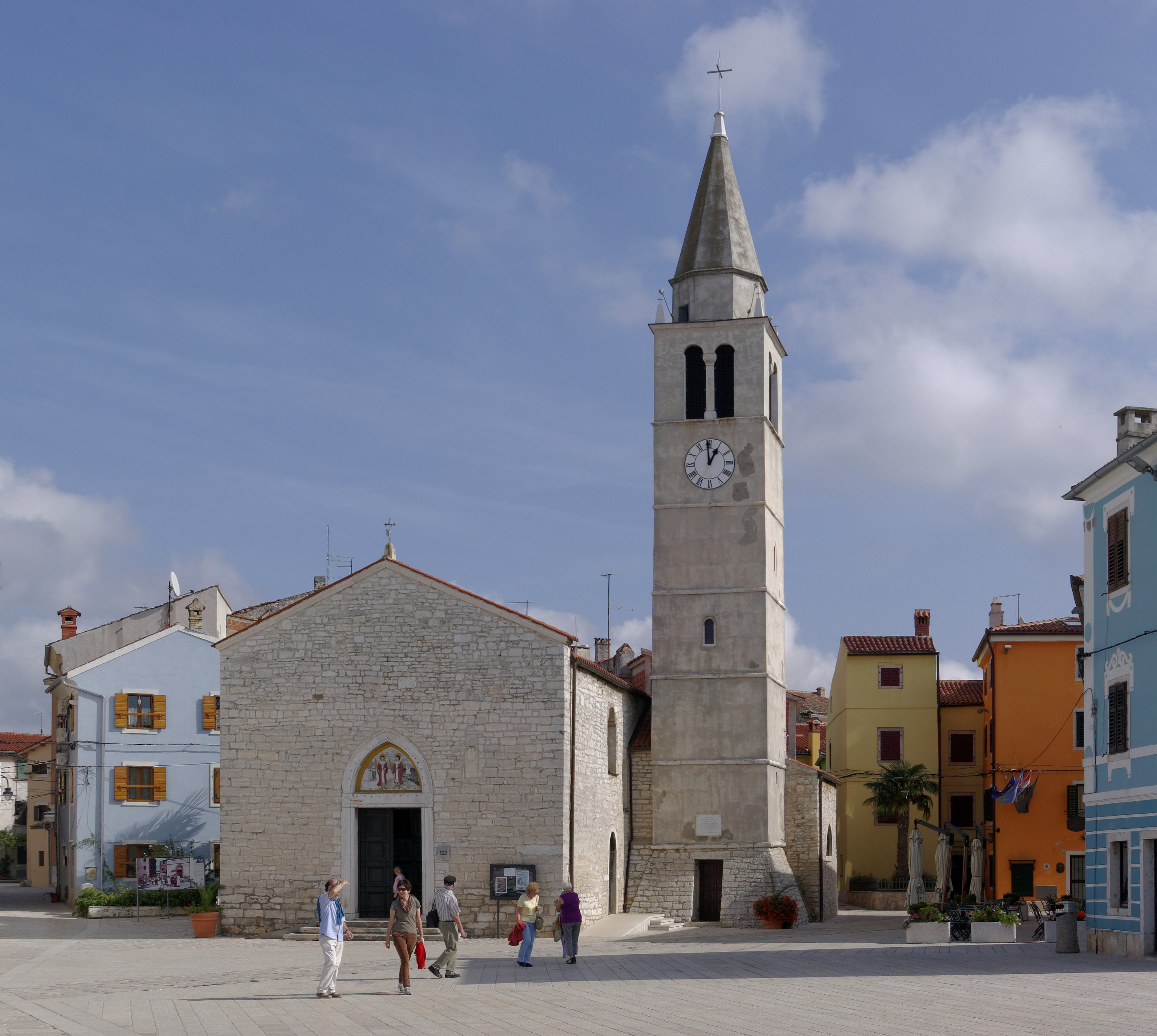
Pfarrkirche Hl. Kosmas und Damian (Župna crkva Sv. Kuzme i Damjana mučenika)